# Akamasoa Association
Die Akamasoa Association (Akamasoa madagassisch= gute Freunde)  wurde im Januar 1990 von dem Priester Pedro Opeka gegründet. Das Ziel des Projektes ist es, die am sozialen Abgrund auf Mülldeponien lebenden Menschen in Madagaskar physisch und psychisch zu rehabilitieren.

## Aufbau und Konzept
Durch seinen Enthusiasmus getrieben gründete Pater Pedro 1989 Akamasoa und richtete in diesem Jahr mit Hilfe der selbigen in der Umgebung von Antananarivo das erste Siedlungszentrum für der Deponie entstammende, in totaler Armut lebende Menschen ein. Inzwischen sind um Antananarivo fünf Siedlungszentren mit insgesamt 17 Dörfern entstanden, in denen insgesamt ca. 16.000 Menschen leben. So sind auch über 3.000 einstöckige Ziegelsteinhäuser in 17 Jahren errichtet worden.
In den Dörfern wird den Menschen eine Möglichkeit gegeben, durch Landwirtschaft oder andere einfache Tätigkeiten ihren Lebensunterhalt zu bestreiten. Von Akamasoa werden zu diesem Zweck 3.400 Ausbilder beschäftigt. Akamasoa setzt dabei allerdings Arbeit und Disziplin der in Armut lebenden Menschen selbst voraus. Außerdem ist ein Schulbesuch der Kinder der Familien Bedingung. Dieser kann von Akamasoa realisiert werden, da von ihr 72 Schulen unterhalten werden. Diese Schulen werden derzeit regelmäßig von etwa 8.500 Menschen besucht.
Zur Unterstützung der physischen Rehabilitation der von Akamasoa betreuten Menschen werden von ihr außerdem 40 Ärzte beschäftigt.